# 白金屬
白金屬（英語： White metal、unBlack metal、Christian metal、Gospel heavy metal）存在於所有重金屬音樂分支流派之中。白金屬其共同性質以及與其他重金屬派系最大區分為，會在歌詞中使用大量的宣揚基督教精神或勸人積極向上，充滿正面能量的歌詞。

曲風部分不侷限於以往福音音樂都較為莊嚴肅穆的形象，可能使用了任何一種重金屬音樂派系的編曲，其包含了「流行金屬」，「鞭擊金屬」或「主流金屬」等。